# Gmelina evoluta
Gmelina evoluta là một loài thực vật có hoa trong họ Hoa môi. Loài này được (Däniker) Mabb. mô tả khoa học đầu tiên năm 1998.